# Ana Žontar Kristanc
Ana Žontar Kristanc, slovenska televizijska voditeljica in vplivnica; *24. oktober 1989.
Ana Žontar Kristanc je študirala pravo in je že med študijem začela pisari svoj kuharski blog. Javnosti je postala znana leta 2013, ko je začela na televiziji POP TV voditi svojo kuharsko oddajo Ana kuha.  Kasneje je izdala tudi več kuharskih knjigah, danes pa je uspešna kulinarična spletna vplivnica. Napisala je tudi dve pravljici.

## Zasebno
S svojim dolgoletnim partnerjem se je poročila leta 2013. Leta 2014 je rodila sina Timona, leta 2016 pa drugega sina Liama.